# Leptostylus hilaris
Leptostylus hilaris là một loài bọ cánh cứng trong họ Cerambycidae.